# 알렉산더 영
알렉산더 영(영어: Alexander Young, 1938년 12월 28일 ~ 1997년 8월 4일)은 스코틀랜드의 기타리스트로, 주로 세션 연주자로 활동했다. 글래스고에서 태어났으며, 아버지 윌리엄 영(William Young)과 어머니 마거릿(Margaret)의 첫 아이였다. 말콤 영과 앵거스 영은 알렉산더의 동생들이다.